# 2014년 나이로비 폭탄 테러
2014년 나이로비 폭탄 테러(영어: 2014 Nairobi bus bombings)는 2014년 5월 4일 케냐의 나이로비에서 2개의 급조폭발물이 각각 버스 2대에서 터져 최소 3명이 사망하고, 최소 62명 이상이 부상당한 사건이다. 두 폭탄은 나이로비 북동쪽에 위치한 8차선 고속도로인 티카 도로(Thika Road)에서 1 킬로미터 떨어진 곳에서 터졌다.

## 배경
2011년 10월, 케냐는 소말리아 서쪽의 군사 조직인 알샤바브에 대항하기 위해 소말리아 군대와 함께 공동 작전(Operation Linda Nchi)에 배치하였다. 알샤바브는 이에 대한 보복으로 케냐에 공격을 예고했다. 2014년 4월, 케냐 당국은 몇차레 테러리스트의 공격을 겪은 후 안보 작전(security operation)을 실시했다.
2014년 5월 3일, 케냐 몸바사의 버스 안으로 수류탄이 투척되어 4명이 죽었고 15명이 부상을 입었다. 그 후 세 명이 추가로 죽었다. 같은 날 다른 장소에서도 사고가 일어났는데, 가방속에 든 급조폭발물이 해변가에서 터졌다. 가방은 폭발하기 전에 누군가가 발견을 했고, 사람들이 폭탄을 피해 숨어 다친 사람은 없었다.

## 공격
5월 4일 출퇴근을 하던 사람들로 가득찬 45인승 버스에서 두 개의 폭탄이 1km 거리를 두고 각각 터졌다. 폭발은 호텔 바깥 쪽과 지하도에서 발생하였다. 케냐 국가 재난 작전 센터(Kenya National Disaster Operation Centre)의 발표에 따르면, 폭발 이후 20명 정도의 사람이 심각한 부상을 입었다. 현장 사진을 보면 한 버스의 측면에는 커다란 구멍이 생겼고, 다른 버스에는 버스의 문과 창문이 모두 날아갔다. 피해자 중 대다수가 여성과 어린이었다.

## 초기 대응
사건이 발생한 후 나온 여러 기사에서는 폭탄의 정체에 대해 서로 의견이 엇갈렸다. 그 중 일부는 수제 폭발물이 수류탄이라고도 했다. 초기 피해자 집계에서는 2명이 사망하고, 27명이 부상을 당했지만, 시간이 지나면서 피해자 수는 더욱 늘었다. 그 어떤 개인이나 단체도 자신이 테러를 벌였다고 하지 않았지만, 케냐 당국은 이 테러의 배후로 알샤바브를 지목했다.

## 반응
케냐의 부통령인 윌리엄 루토는 “안보 기관에서 악랄하고 비열한 행동을 저지른 범죄자들을 쫓고 있다”라고 성명을 냈다.